# Sonsoro
Sonsoro ist ein Arrondissement im Departement Alibori in Benin. Es ist eine Verwaltungseinheit, die der Gerichtsbarkeit der Kommune Kandi untersteht. Gemäß der Volkszählung von 2013 hatte Sonsoro 22.762 Einwohner, davon waren 11.112 männlich und 11.650 weiblich.
In nördlicher bzw. nordöstlicher Richtung führen zwei Straßen auf die RNIE7, im Süden führt eine Straße nach Sam.